# Takalo

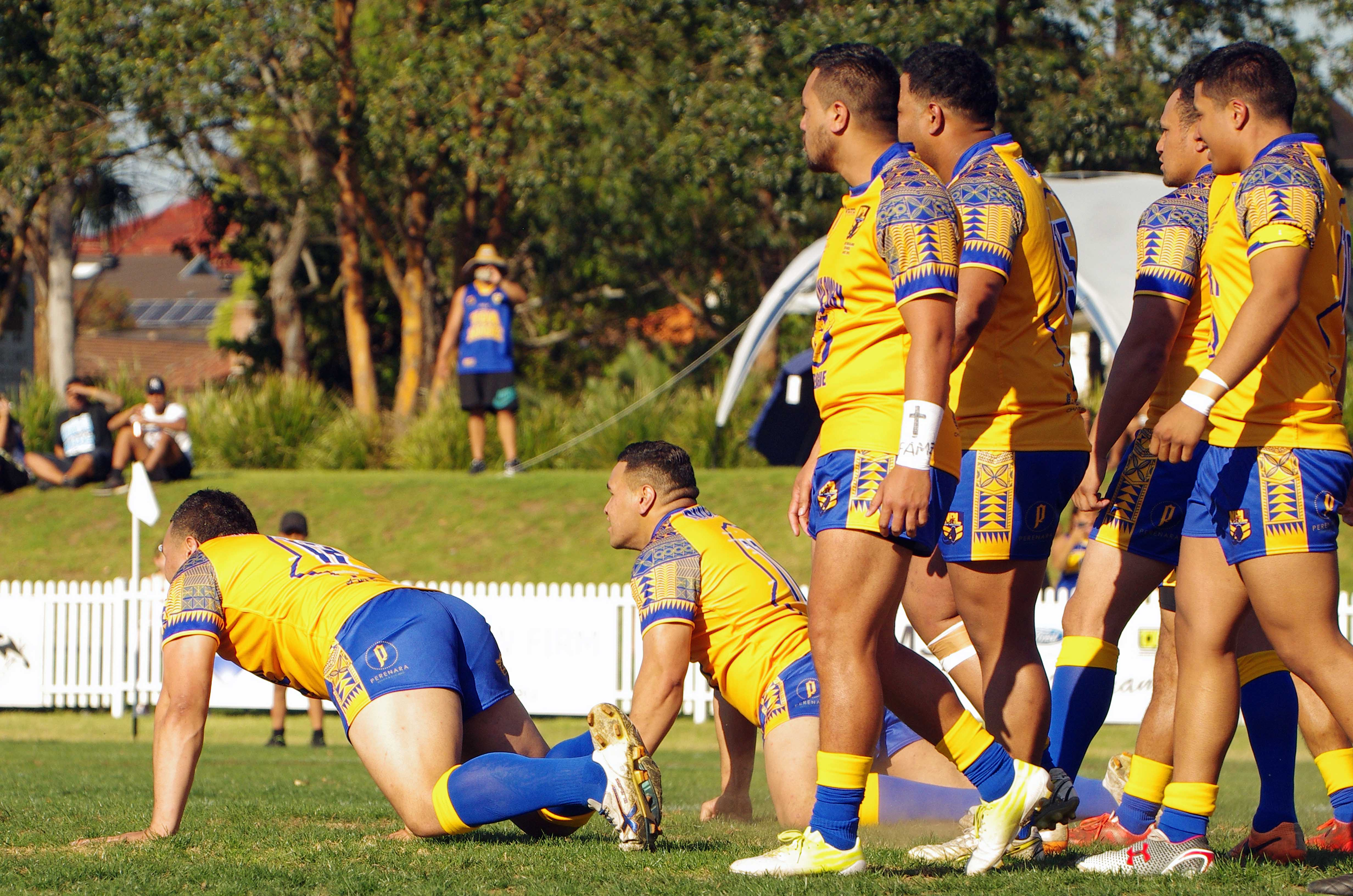
Niueische Rugby-Nationalmannschaft bei einer Aufführung des Tanzes

Takalo ist ein Niueaner Kriegstanz. Der Tanz wird von einem einzelnen Krieger oder einer Gruppe von Kriegern durchgeführt und stellt eine formale Herausforderung dar. Der Tanz wurde traditionell vor dem Einsatz von traditionellen Kriegskeulen gegen den Feind aufgeführt.
In der modernen Zeit wird Takalo oft vor einem Rugby-Spiel oder dem Gewinn eines Spiels einer Sportart aufgeführt. Der Takalo wird auch aufgeführt, um Würdenträger nach ihrer Ankunft in Niue willkommen zu heißen, Personen von hohem Status wie Ministerpräsidenten, Präsidenten und Generalgouverneure – dies bedeutet, dass die Ankunft der Würdenträger für den Zweck des Friedens und der Harmonie erfolgt.